# 東京都道194号成木河辺線

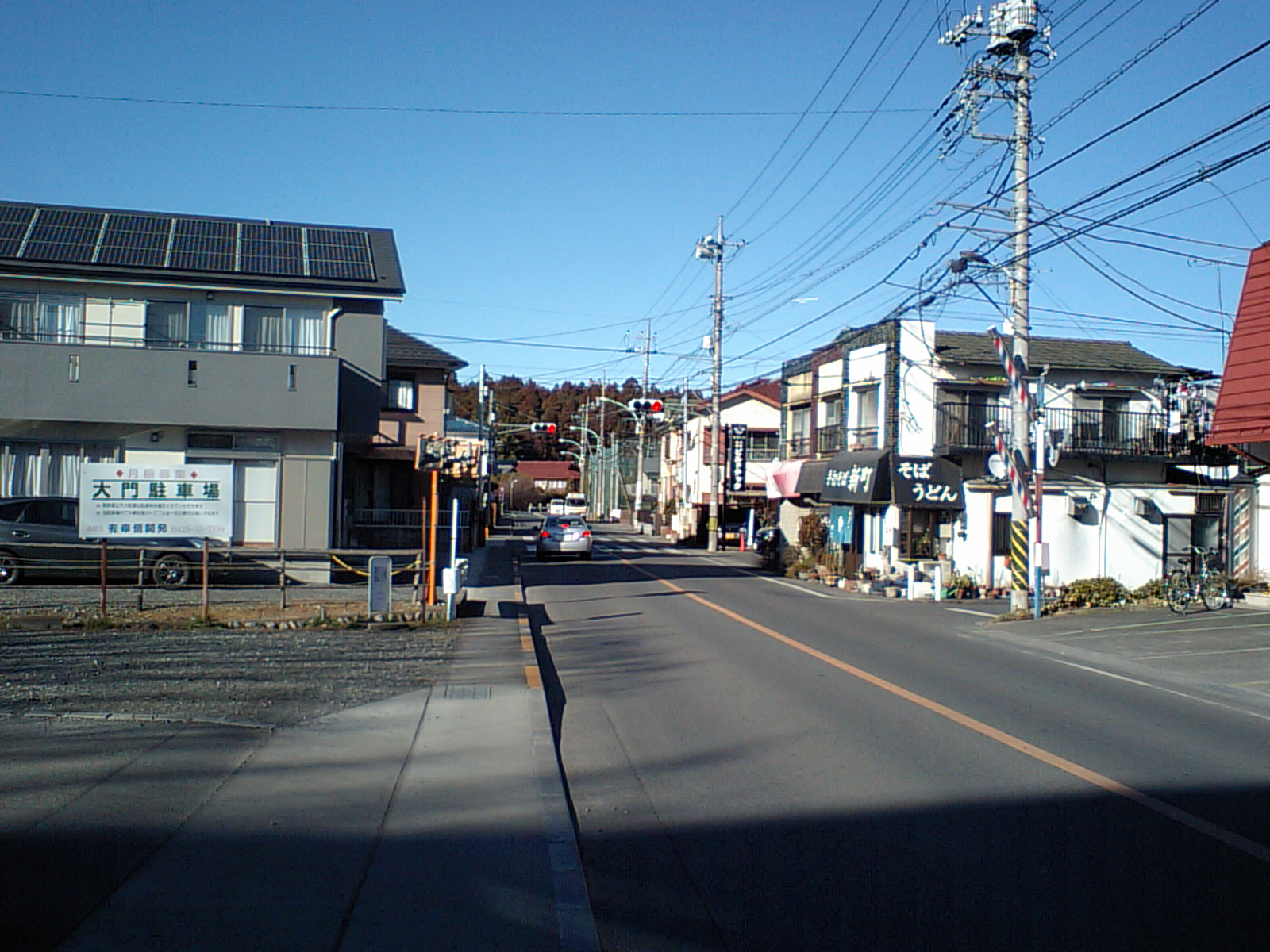
青梅市大門付近

東京都道194号成木河辺線（とうきょうとどう194ごう なりきかべせん）とは東京都青梅市成木から、同市河辺町に至る一般都道である。通称は小曽木街道（成木二丁目西交差点 - 小曽木福祉センター前交差点）。

## 概要
- 延長：6.7km
- 起点：青梅市成木（成木二丁目西交差点）
- 終点：青梅市河辺町（河辺交差点）

青梅市小曽木から同市塩船にかけては現道なし

## 交差・接続する道路
- 東京都道193号下畑軍畑線（起点：成木二丁目西交差点）
- 東京都道28号青梅飯能線（小曽木福祉センター前交差点）
- 東京都道63号青梅入間線（大門交差点）
- 東京都道63号青梅入間線バイパス（大門二丁目交差点）
- 青梅市道物見塚通り
- 東京都道5号新宿青梅線（野上交差点）
- 東京都道29号立川青梅線（終点：河辺交差点）

## 施設
- 大門市民センター
- 青梅市立霞台小学校
- 青梅市立若草小学校